# محمد بن الحسن بن الفضل المأموني
أبُو الفَضْل مُحَمَّد بن الحَسَن بن الفَضْل بن العبَّاس بن عبدِ الله المأمُون بن هارُون الرَّشيد العبَّاسِيُّ الهاشِميُّ القُرَشيّ (290 - أواخر ربيع الأوَّل 376 هـ / 902 - مُنْتصف أُغُسْطُس 986 م) أميرٌ عبَّاسِي، وراوي أحاديث، ينحدر من ذُريَّة الخليفة العبَّاسِي السَّابع عبدُ الله المأمُون.

## رواياته
سمِع من: أبُو الفَضْل من أبُو بكرٍ الأنباري، والنِّيسابُوري، وسعيد بن مُحَمد، وأحمد بن نصر بن سندوية، وعبد الملك بن أحمد بن نَصْر الزيَّات، والقاضي أبو عبد الله المحاملي.
روى عنه: أبُو بكرٍ البُرقاني، وأبُو القاسِم الأزهري، وحَمزة بن مُحمد بن ظاهر الدقَّاق، وهِبةُ الله بن الحَسَن الطَّبَري، وعَلِيُّ بن عُبيد الله السُّمسُمائي النَّحوي، وغيرهم.

## وفاته
تُوفي أبُو الفَضْل الهاشِمي في يوم السبت سلخ شهر ربيع الأوَّل سنة 376 هـ / مُنْتَصَف أُغُسْطُس 986 م، ولهُ من العُمر 86 عامًا.

### فهرس الوب
1. ↑  "محمد بن الحسن بن الفضل بن المأمون، أبو الفضل الهاشمي". marjah.net. مؤرشف من الأصل في 2024-02-18. اطلع عليه بتاريخ 2024-02-17.
2. 1 2 3  التاريخ، تراحم عبر. "محمد بن الحسن بن الفضل بن المأمون أبي الفضل الهاشمي". tarajm.com. مؤرشف من الأصل في 2024-02-18. اطلع عليه بتاريخ 2024-02-17.